# Ополски окръг (Люблинско войводство)
Ополски окръг (на полски: Powiat opolski) е окръг в Източна Полша, Люблинско войводство. Заема площ от 810,02 км2. Административен център е град Ополе Любелске.

## География
Окръгът се намира в историческия регион Малополша. Разположен е в западната част на войводството.

## Население
Населението на окръга възлиза на 62 603 души (2012 г.). Гъстотата е 77 души/км2.

## Административно деление
Административно окръгът е разделен на 7 общини.
Градско-селски общини:
- Община Ополе Любелске
- Община Понятова

Селски общини:
- Община Вилков
- Община Карчмиска
- Община Лажиска
- Община Ходел
- Община Юзефов над Вислон

## Галерия
- Ополе Любелске
- Понятова